# Episodi di Squadra speciale Lipsia (quattordicesima stagione)
La quattordicesima stagione della serie televisiva Squadra speciale Lipsia è stata trasmessa in anteprima in Germania dalla ZDF tra il 25 ottobre 2013 e il 14 febbraio 2014.
In Italia la prima parte della stagione (episodi n° 1-9) è stata trasmessa  in prima visione assoluta su Rai 2 dal 23 giugno al 16 settembre 2017. La seconda parte della stagione (episodi n° 10-20) è stata trasmessa in prima visione assoluta su Rai 2 dal 3 giugno al 15 luglio 2018.
| nº | Titolo originale   | Titolo italiano           | Prima TV Germania | Prima TV Italia   |
| -- | ------------------ | ------------------------- | ----------------- | ----------------- |
| 1  | Der Klotz          | Il monumento              | 25 ottobre 2013   | 23 giugno 2017    |
| 2  | Shopping           | Shopping                  | 1º novembre 2013  | 30 giugno 2017    |
| 3  | Dornröschen        | La bella addormentata     | 8 novembre 2013   | 7 luglio 2017     |
| 4  | Schuldenschnitt    | Il greco                  | 22 novembre 2013  | 14 luglio 2017    |
| 5  | Verzweiflung       | Disperazione              | 29 novembre 2013  | 5 agosto 2017     |
| 6  | Kontrollverlust    | Amnesia                   | 21 febbraio 2014  | 12 agosto 2017    |
| 7  | Mundtot            | Ridotto al silenzio       | 6 dicembre 2013   | 19 agosto 2017    |
| 8  | Der Schmetterling  | La farfalla               | 13 dicembre 2013  | 2 settembre 2017  |
| 9  | Klassenclown       | Fermo o sparo!            | 20 dicembre 2013  | 16 settembre 2017 |
| 10 | Messezeiten        | La fiera di Lipsia        | 27 dicembre 2013  | 3 giugno 2018     |
| 11 | Letzter Wille      | Il testamento             | 27 dicembre 2013  | 3 giugno 2018     |
| 12 | Der Zobel          | La pelliccia di Zibellino | 3 gennaio 2014    | 3 febbraio 2018   |
| 13 | Lucy               | Lucy                      | 10 gennaio 2014   | 10 giugno 2018    |
| 14 | Irre               | Pazzo                     | 10 gennaio 2014   | 10 giugno 2018    |
| 15 | Rossis Fall        | Il caso Rossi             | 17 gennaio 2014   | 17 giugno 2018    |
| 16 | Der alte Freund    | Un vecchio amico          | 24 gennaio 2014   | 17 giugno 2018    |
| 17 | Das gläserne Opfer | Una fragile vittima       | 24 gennaio 2014   | 23 giugno 2018    |
| 18 | Die Müllbrüder     | I fratelli                | 31 gennaio 2014   | 23 giugno 2018    |
| 19 | Letzte Wahrheit    | L'ultima verità           | 7 febbraio 2014   | 8 luglio 2018     |
| 20 | Abgestürzt         | La caduta                 | 14 febbraio 2014  | 15 luglio 2018    |